# (31266) Tournefort
Pour les articles homonymes, voir Tournefort.
(31266) Tournefort est un astéroïde de la ceinture principale.

## Description
(31266) Tournefort est un astéroïde de la ceinture principale. Il fut découvert le 1er mars 1998 à La Silla par Eric Walter Elst. Il présente une orbite caractérisée par un demi-grand axe de 3,06 UA, une excentricité de 0,06 et une inclinaison de 3,2° par rapport à l'écliptique.

## Compléments